# Voo Dana Air 992
Voo Dana Air 992 é um voo regular operado pela companhia nigeriana Dana Air, entre Abuja e Lagos. Um avião McDonnell Douglas MD-83 que efetuava a rota no dia de 3 de junho de 2012 sofreu um acidente quando a aeronave se despenhou sobre a cidade de Lagos, com 153 pessoas a bordo. Não houve sobreviventes.

## Acidente
O avião comercial que transportava 153 passageiros e tripulantes caiu em Lagos (Nigéria) durante a manobra de aterrissagem. A aeronave da companhia nigeriana Dana Air, tentava pousar em Lagos, capital econômica da Nigéria, num voo procedente de Abuja, quando se chocou contra o bairro residencial de Iju, nos arredores da cidade. Os moradores disseram que havia muitos prédios em chamas.

## Aeronave
A aeronave era do modelo MD-83, registrada na Nigéria como 5N-RAM. Era uma antiga aeronave da Alaska Airlines construída em 1990 e adquirida pela Dana Air em 2008. A Iberia Airlines era a empresa mantenedora da aeronave.

## Reações
O presidente da Nigéria, Goodluck Jonathan, declarou luto oficial de três dias no país. Ele observou que, infelizmente, o acidente "mergulhou mais uma vez o país em tristeza, em um dia que os nigerianos já estavam em luto pela perda de muitas vidas inocentes no atentado com carro-bomba à Igreja do Estado de Bauchi". Jonathan também prometeu que "todos os esforços possíveis" serão feitos para aumentar a segurança da aviação nigeriana.
A Dana Air criou uma linha telefônica 24 horas ativa para atender os parentes das vítimas, e escreveu a seguinte mensagem em seu website: "Nossos pensamentos e orações estão com as famílias dos clientes que estavam envolvidos no acidente da Dana Air. Que as almas dos falecidos descansem em paz".

## Vítimas notáveis
- Alhaji Ibrahim Damcida, Sub-Secretário do Ministério da Indústria da Nigéria.[7][8]